# Michael Petersen Friis
Michael Petersen Friis, född 22 oktober 1857, död 24 april 1944, var en dansk ämbetsman och statsminister.
Friis tog en juristexamen 1883 och fick 1886 anställning i justitiedepartementet. 1904-11 var han departementschef och 1911-23 överförmyndare. Friis var medlem av ett stort antal statliga kommittéer och kommissioner och satt i styrelsen för olika merkantila bolag. April-maj 1920 var han under de kritiska dagarna efter Carl Theodor Zahles regerings avskedande stats- och försvarsminister i den opolitiska ämbetsmannaregering, som föregick Niels Neergaards regering.